# Бойчук Юхим Васильович
Юхим Васильович Бойчук (нар. 24 грудня 1918, Юхимівці  — 4 червня 1991, Москва) — радянський воєначальник, маршал артилерії (04.11.1980).

## Життєпис
Народився в сім'ї селянина. З 1937 р. — у Червоній Армії. Направлений на навчання в Київське артилерійське училище, переведений у Томське артилерійське училище, яке закінчив у 1939 р.
З 1939 року служив на Далекому Сході, командир артилерійського взводу, командир батареї легкого артилерійського полку. З початком німецько-радянської війни з вересня 1941 року командир батареї, командир артдивізіону, начальник штабу артилерійського полку. Член ВКП(б) з 1942 року.
З 1945 року переведений на Далекий Схід начальником штабу армійської гарматної бригади. В складі військ Забайкальського фронту брав участь у радянсько-японській війні.
З 1947 року старший офіцер відділу штабу артилерії Забайкальського військового округу.
У 1953 році закінчив Військову академію ім. Ф. Е. Дзержинського.
З 1955 року начальник Камишинського артилерійсько-технічного училища.
З 1960 року начальник управління Генерального штабу.
З 1974 року присвоєно звання генерал-полковник артилерії, призначений начальником 12-го Головного управління Міністерства оборони СРСР.
У 1980 році присвоєно звання Маршал артилерії.
З 1985 року — у Групі генеральних інспекторів Міністерства оборони СРСР.

## Нагороди
- Герой Соціалістичної Праці (17.02.1984);
- два ордени Леніна (21.02.1978, 17.02.1984);
- орден Жовтневої Революції (1974);
- орден Трудового Червоного Прапора (1966);
- орден Олександра Невського (28.09.1945);
- два ордени Вітчизняної війни 1-го ступеня (30.04.1945, 11.03.1985);
- орден Вітчизняної війни 2-го ступеня (15.11.1943);
- два ордени Червоної Зірки (25.08.1943, 1953);
- медалі.